# Drosophila curta
Drosophila curta este o specie de muște din genul Drosophila, familia Drosophilidae, descrisă de Chassagnard și Tsacas în anul 1997.
Este endemică în Malawi. Conform Catalogue of Life specia Drosophila curta nu are subspecii cunoscute.